# أنيتا موي
أنيتا موي ييم فونغ (بالإنجليزية: Anita Mui Yim-fong) مغنية وممثلة هونغ كونغية صينية.
ولدت في يوم 10 أكتوبر 1963 ، كانت واحدة من أفضل مغنيات الكانتوبوب وقد عملت مع مشاهير كثر مثل جاكي شان ومادونا، توفيت في 30 ديسمبر 2003 بمرض العضال.

## وصلات خارجية
- أنيتا موي على موقع IMDb (الإنجليزية)
- أنيتا موي على موقع ألو سيني (الفرنسية)
- أنيتا موي على موقع ميوزك برينز (الإنجليزية)
- أنيتا موي على موقع أول موفي (الإنجليزية)
- أنيتا موي على موقع قاعدة بيانات الأفلام السويدية (السويدية)
- أنيتا موي على موقع إن إن دي بي (الإنجليزية)
- أنيتا موي على موقع أول ميوزيك (الإنجليزية)
- أنيتا موي على موقع ديسكوغز (الإنجليزية)
- أنيتا موي على موقع قاعدة بيانات الفيلم (الإنجليزية)
- أنيتا موي على موقع كينوبويسك (الروسية)

- أنيتا موي على قاعدة بيانات الأفلام على الإنترنت